# Yamanami Keisuke
Yamanami Keisuke (山南敬助?   1833 - 20 de marzo de 1865) fue un samurái japonés y Secretario General del Shinsengumi, una policía especial en Kioto durante finales del período Edo.

## Contexto
Aunque los detalles de sus orígenes son inciertos, se cree que fue el hijo de un instructor de kenjutsu del dominio de Sendai.
Yamanami entrenó bajo las instrucciones de Chiba Shusaku Narimasa,  fundador del Hokushin Itto-ryu.
En 1860, después de que Yamanami fue derrotado por Kondō Isami en una contienda, fue enrolado en el dojo Shieikan en Edo de Tennen Rishin Ryu que Kondō manejaba. Yamanami fue educado particularmente en literatura y artes marciales. En 1863 Yamanami, Kondō y otros miembros del Shieikan se unieron al Roshigumi, una unidad militar enviada a Kioto por el shogunato Tokugawa.

## Shinsengumi
En Kioto, Kondō y su facción decidieron quedarse mientras el resto de los Roshigumi regresaron a Edo. Pronto, el Mibu Roshigumi (que más tarde se convertiría en Shinsengumi) se formó.
Se cree que Yamanami fue uno de los miembros involucrados en el asesinato de Serizawa Kamo en 1863. Después de que se eliminó la facción de Serizawa, Yamanami se convirtió en uno de los dos vicecomandantes.
Yamanami no tomó parte en el Incidente de Ikedaya de 1864 ya que se quedó en el cuartel del grupo custodiándolo.

## Muerte
Poco después del Incidente de Ikedaya intentó escapar del Shinsengumi aun a pesar de las regulaciones existentes que se tomaban en contra de los desertores. Como resultado, cometió seppuku donde Okita Shouji fungio como asistente el 20 de marzo de 1865. 
Yamanami fue enterrado en el Templo Kōen (光縁寺 Kōenji?) en Kioto.